# Club Deportivo Tudelano
El Club Deportivo Tudelano es un club de fútbol de España, de la ciudad de Tudela en Navarra. Fue fundado en 1935 y compite en la Segunda División RFEF, cuarta categoría del fútbol español. Recientemente convertido a sociedad anónima deportiva, en noviembre de 2021, con lo que su nombre es Club Deportivo Tudelano SAD.

## Historia

### Creación
En el año 1933 Tudela contaba con varios equipos de fútbol de peñas como “El Vegetariano”, “Tudela C.F.”, “Ancora Fordín”, “Arenas”, Gazte-tasun” o “Muskaria Club”. Muchos de esos equipos, no todos, en 1935 decidieron fusionarse y surge así la sociedad conocida como Club Deportivo Tudelano.
El acta de constitución del Club lo señala así: «En la ciudad de Tudela a veintinueve de noviembre de mil novecientos treinta y cinco se celebró reunión bajo la presidencia de la Comisión Organizadora del Club Deportivo Tudelano a fin de favorecer la constitución de dicha sociedad y nombrar su junta directiva». Conformaron esa primera Junta: Lucas Gallego, presidente, Jesús Iturre, vicepresidente, Joaquín Pérez Arcos, José Huarte Casadabán, José Blanco Benito, Estebán López de Goicoechea, Ángel Abascal, José Echeverría y Pedro Aliana.

### Primeras época
Ese Club de reciente creación comenzó a jugar en el antiguo campo de Griseras y utilizando los vestuarios de la plaza de toros como vestuarios, sitio que ocupa el actual colegio de primaria que lleva el mismo nombre. Allí jugaron hasta la temporada 68-69 cuando se inauguró el Estadio José Antonio Elola.
Una de las mejores épocas del Tudelano fue allá por los años 40-50. En 1942 y 1954 jugó la liguilla de ascenso a Segunda División, en ese último año el equipo de Tudela quedó campeón de su grupo. La liguilla se disputó con el Arenas, Plus Ultra, Elgoibar, Manresa, Binefar, Rayo Vallecano y Gerona. No pudo ser.

### Primer ascenso a Segunda B
En la temporada 76-77 lograría el ascenso a Segunda División B tras una reestructuración de categorías. Sólo aguantaría una temporada. El entrenador era el canario Rosendo Hernández y en las filas del club ribero militaban los jugadores Antón, Ibáñez, Picho, Faustino, Hilos, Salvatierra, Aser Álvarez Blasco, Sola, Lorente, Úriz, Martín, Ornad, López Jimeno, Patxi Iriguíbel, Olalde, Mena y Javi. Todavía muchos recuerdan de esa época un triunfo a Osasuna en el Sadar por 0-2 con goles de Mena e Iriguibel.
En la temporada 1983-84 el Tudelano quedaría campeón de Liga jugando de nuevo la fase de ascenso, fue el Marbella quien en la promoción eliminó a los nuestros. Ese mismo año fue campeón de Copa de la Liga de España, derrotando al Yeclano CF por 4-2. Por aquel entonces era entrenador Adolfo Pérez Marañón y en el equipo militaban Casado, López Jimeno, Navarro, 
Vicente, Hilos, Aguado, Cecilio, Chusmari, Mateo, Ayala, Leo, Guardia, Martínez y Munárriz.
No hace demasiado, en el año 1991 quedó campeón de su grupo, jugó la promoción de ascenso a 2ª B y lo consiguió. Entró en la fase de ascenso a última hora y disputó la liguilla contra la UM Escobedo, CD Elgoibar y la AD Sabiñánigo, ganando a los dos primeros. La plantilla estuvo compuesta por: Ricardo Magallón y Luis Arellano, Alberto Lahuerta, Mario Falcón, Esteban Zubieta, Ángel Ayuso, Carlos Asín, Vicente Aguilera, Fernando Mateo, Toño, Pablo Mugueta, Tomás Carcavilla, Jesús López, Chusmari Martínez, Pablo Fernández, Luis Ángel Valbuena, Leonides Jusué ‘Leo’, Ignacio Romero, Ramón Carcavilla, Alberto Gázquez ‘Perico’ y Joaquín García. Militó en la categoría del bronce español durante cinco temporadas.
En esas dos ocasiones, el presidente era la misma persona: Jesús Cristo Díaz. Pero han sido muchos los Presidentes que ha tenido el Club en estos casi 75 años de historia. Lucharon todos ellos por llevarlo a lo más alto y gran parte de las veces con pocos recursos económicos, por nombrar a algunos: Lucas Gallego, Santiago Molinos, José María Arregui, Ledesma, Justo Imaz, Alejandro Urbina, Joaquín Pérez Nievas, Pérez Arcos, José Casado, Ricardo Bravo, Pérez Lazarraga, Joaquín Segura, Luis Zardoya, Esteban Moneo, Tito Corral.
No podemos olvidar a “Pólvora” quien trabajó por el Tudelano durante muchos años, de él se recuerdan muchas anécdotas y también Ramón Sainz Andía, ellos y otros tantos que se desvivieron por el entonces conocido como “Deportivo”.

### Segunda parte de la década de 2000
En la temporada 2006-07 se finaliza en cuarta posición en la liga y se alcanza la clasificación para jugar los Play-Off de ascenso a Segunda División B después de varios años sin poder jugarlos.
En las semifinales de aquella Promoción de Ascenso tocó enfrentarse al equipo canario de la UD Las Palmas Atlético. (Campeón de las Islas Canarias), siendo el resultado del partido de ida de 2-2 en Estadio J.A. Elola de Tudela y de 1-0 a favor de los insulares en el partido de vuelta en el Estadio Pepe GonÇalvez de Las Palmas de Gran Canaria, quedando eliminado de los play-off y permaneciendo en Tercera División para la temporada siguiente.
Un año después, en la temporada 2007-08 se consigue la cuarta plaza del Campeonato de Liga en la última jornada y se vuelve a clasificar para los Play-Off de Ascenso.
En esta ocasión el rival en las semifinales fue el equipo riojano del CD Alfaro (Campeón de La Rioja) con el que tantas veces se habían enfrentado en partidos de liga y amistosos, siendo el resultado del partido de ida de 4-0 a favor de los navarros en el Estadio J.A. Elola de Tudela y de 3-1 a favor de los riojanos en el Estadio La Molineta de Alfaro (La Rioja).
En la segunda ronda de Play-Off y final el sorteo lo empareja con el Real Murcia B (Tercero de Murcia), siendo el resultado de ida de 2-3 a favor de los murcianos en el Estadio J.A. Elola de Tudela y de 3-1 en la vuelta otra vez para los pimentoneros en el Estadio Sánchez Cánovas de Molina de Segura (Murcia), siendo el equipo murciano el que ascendiese de categoría y el navarro el que se quedase en Tercera División para la siguiente temporada.
En la temporada 2008-09 se consigue la tercera plaza en la liga y se vuelve a jugar la Promoción de Ascenso teniendo que jugar a partir de esta temporada 3 rondas de play-off obligatorias para ascender de categoría.
Pero tampoco iba a ser el año del CD Tudelano, en primera ronda quedarían emparejados con el histórico CD Ourense (Tercero de Galicia) siendo el resultado de 4-0 para los gallegos en el Estadio de O´couto de Ourense y de 2-1 para los navarros en el Estadio J.A. Elola de Tudela, volviéndose a quedar eliminado de los play-off y permaneciendo en Tercera División para la temporada siguiente.
En la temporada 2009-10 y después de muchos años, el CD Tudelano quedaría campeón de liga volviéndose a clasificar por cuarto año consecutivo para jugar los Play-off y esta vez poder afrontarlos con algún privilegio más, que obtienen los campeones de grupo.
En la eliminatoria de campeones de grupo le tocó enfrentarse al CD Atlético Baleares (Campeón de Islas Baleares), siendo el resultado de 1-0 a favor de los mallorquines en el Estadio Balear de Palma de Mallorca.
El partido de vuelta, es recordado entre otras cosas por la gran afluencia de público al Estadio J.A. Elola de Tudela con casi 8.000 espectadores que casi abarrotaron las gradas (400 de ellos seguidores del At. Baleares que habían llenado dos aviones para estar con su equipo en Tudela). El ambiente que se vivió en las gradas con ambas aficiones fue espectacular.
En este partido de vuelta y ya en la segunda parte, cuando se había remontado la eliminatoria y el ascenso casi tocaba con los dedos, un penalti a falta de 7 minutos para el final del partido a favor del equipo balear y transformado el jugador "Gio", supuso el definitivo 2-1 final siendo el CD Atlético Baleares el equipo que ascendiese al ganar la eliminatoria por el valor doble de los goles marcados en campo contrario.
Al ser campeón de liga, se pudo seguir jugando en los Play-Off al ser repescado para la segunda ronda de Promoción de Ascenso, siendo el equipo asturiano del CD Llanes (Cuarto de Asturias) con el que quedarían emparejados.
El resultado de la ida fue de 2-2 en el Estadio San José de Llanes y de un contundente 6-0 en el de vuelta para el equipo navarro en el Estadio J.A. Elola de Tudela, consiguiéndose el pase a la tercera ronda y final de los Play-Off. Los 3 delanteros tudelanos (Jorge Sola, Pacheta e Iván Moreno consiguieron tres dobletes goleadores).
En la tercera ronda y final el sorteo emparejó al CD Tudelano con el equipo catalán del FC Santboià (Tercero de Cataluña), siendo el resultado de 2-1 para el equipo barcelonés en el Estadio Joan Baptista Milá de Sant Boi de Llobregat (Barcelona).
En el partido de vuelta en el estadio J.A Elola de Tudela y ante 7.000 espectadores, el resultado volvió a ser de 2-1 pero esta vez a favor del equipo navarro teniéndose que jugar una prórroga suplementaria de 30 minutos en la cual ya no se movería el marcador y llegar de esa manera a la fatídica y definitiva tanda de penaltis que dedidiría finalmente que equipo ascendería ese año a la categoría de bronce.
En la tanda de penaltis, se llegó al quinto y definitivo lanzamiento para ambos equipos con los mismos lanzamientos transformados, pero el fallo en el lanzamiento del quinto penalti tudelano con la parada del portero Rafael Leva (FC Santboià) unido al quinto penalti del equipo catalán que sí transformó el jugador Monty, supuso que el FC Santboià ganara la tanda de penaltis por 3-4 y por consiguiente lograra el ascenso a la Segunda División B.
Tras este partido, equipo y afición quedaron totalmente desolados, ya que vieron y sintieron en sus propias carnes como en menos de un mes se le habían escapado 2 ascensos en su propio Estadio, después de haber llegado a remontar esas 2 eliminatorias, "fue muy duro de digerir". El equipo navarro se volvió a quedar a las puertas del ascenso y permaneció en Tercera División la siguiente temporada.
En la temporada 2010-11, el CD Tudelano volvió a ser campeón de liga y por lo tanto pudo jugar por quinta vez consecutiva los Play-Off con las mismas condiciones que el año anterior.
En la ronda de campeones el rival que designó el bombo fue el equipo gaditano de la Real Balompédica Linense (Campeón de Andalucía y Ceuta), siendo el resultado del partido de ida de 1-0 para el equipo navarro en el Estadio J.A. Elola de Tudela y de 4-0 en el partido de vuelta para el equipo de la Comarca del Campo de Gibraltar en el Estadio Municipal de La Línea en La Línea de la Concepción (Cádiz), siendo de esa manera la RB Linense el equipo que ascendiese de categoría.
En la repesca y ya en segunda ronda de play-off la suerte quiso emparejar otra vez al CD Tudelano con un equipo de Andalucía y también del mismo grupo que la Balompédica. En esta ocasión fue el equipo cordobés del CD Pozoblanco (Tercero de Andalucía y Ceuta) siendo el resultado del partido de ida de 0-0 en el Estadio Polideportivo Municipal de Pozoblanco y de 2-0 en el partido de vuelta para el CD Tudelano en el Estadio J.A. Elola de Tudela.
Y ya en la tercera ronda y final, el rival fue la UD San Sebastián de los Reyes (Sanse) (Cuarto de Madrid), siendo el resultado del partido de ida de 2-1 para el equipo madrileño en el Estadio de Matapiñoneras de San Sebastián de los Reyes (Madrid) y de 0-1 en el de vuelta otra vez para el Sanse en el Estadio J.A. Elola de Tudela.
Con el resultado final de la eliminatoria (3-1) para el Sanse, fue el equipo madrileño el que ascendió de categoría y el CD Tudelano el que volviera a quedarse sin ascenso y permaneciese en Tercera División la temporada siguiente.

### Nuevo ascenso a Segunda B
En la temporada 2011-12 siendo tercero en el Campeonato de Liga del grupo XV de Tercera División y después de 6 Play-offs consecutivos, se consigue el ansiado ascenso a la Segunda División B y así retornar a la categoría de bronce del fútbol español 16 años después.
Los rivales en esta Promoción de Ascenso fueron: En primera ronda el CD Azuqueca (Tercero de Castilla-La Mancha) siendo el resultado de 1-1 en el partido de ida en el Estadio San Miguel de Azuqueca de Henares (Guadalajara) y de 2-1 en el partido de vuelta en el Estadio "Ciudad de Tudela".
En segunda ronda el rival fue otro equipo manchego el CP Villarrobledo (Campeón de Castilla-La Mancha) siendo el resultado de 2-1 en el partido de ida en el Estadio "Ciudad de Tudela" y de 2-2 en el partido de vuelta en el Estadio Nuestra Señora de la Caridad de Villarrobledo (Albacete).
Y en la tercera ronda y final el rival fue el Catarroja CF (Campeón de la Comunidad Valenciana) siendo el resultado de 4-0 en el partido de ida en Estadio "Ciudad de Tudela", destacando el jugador Jordi Martí que fue el autor de los cuatro goles del CD Tudelano.
En el partido de vuelta y ante casi 400 seguidores tudelanos que se desplazaron a tierras valencianas, el CD Tudelano volvió a ganar por 0-1 en el Estadio del Mundial 82 de Catarroja (Valencia), consiguiendo ganar la eliminatoria por un global de (5-0) y por consiguiente el ansiado retorno a la Segunda División B 16 años después.
Toda la afición desplazada junto al equipo, celebraron todos juntos el ansiado ascenso viviéndose una fiesta por todo lo alto en el césped y en las gradas del Estadio valenciano.
La Plantilla que logró el ascenso en esa temporada estaba compuesta por: Jorge Zaparaín, Miguel Asín, Fernando Delgado, Fernando Lumbreras, Igor Rodríguez, Jesús Lalaguna, Jonathan Apesteguia, Marcos Martín, Arturo Floristán, Damián Matute, Juan Pablo Azpilicueta, David Pérez, Raúl Chueca, Fernando Esparza, Yeyo, Carlos Mena, Iván Miñés, Rubén Royo, Jorge Rodríguez, Adrián Terré y Jordi Martí, siendo José María Lumbreras el entrenador y Jesús Miranda el presidente.
En la Temporada 2015-16, el meta navarro del Tudelano Mikel Pagola, estableció un nuevo récord de imbatibilidad nacional y a su vez un nuevo récord de imbatibilidad de 2.ª División B, tras mantener su portería a cero desde el minuto 63 del CD Tudelano - Real Valladolid B (7 de febrero de 2016), con gol del jugador castellano y leonés Higinio Marín de penalti y dentro de la jornada 24 del Campeonato de Liga, hasta el minuto 59 del CD Tudelano - Hércules de Alicante Club de Fútbol (22 de mayo de 2016), con gol del herculano Javi Flores y dentro de la 1.ª jornada del playoff de ascenso a 2ª División A (según actas de la RFEF), estableciendo los 2 nuevos récords de imbatibilidad (Nacional y 2ª División B) en 1.346 minutos sin encajar un gol y superando la marca de 1.275 minutos; que hasta entonces, ostentaba el mítico Abel Resino con el Atlético de Madrid desde 1991. El récord fue recogido por medios de comunicación de alcance nacional.

### Conversión en S.A.D. y  nuevo dueño
El miércoles 30 de octubre de 2019, tras la celebración de una asamblea de socios, el club acordó por unanimidad la decisión histórica de convertirse en sociedad anónima deportiva y dejar de ser un club a partir de la temporada 2020-2021, hecho que le convierte en el primer club navarro en transformarse en una SAD. En octubre de 2021 se celebra la junta directiva en la que asume el control del club la nueva sociedad anónima deportiva.
El 16 de junio de 2022 el empresario navarro Ramón Lázaro Martínez compró el 97% del club por la cantidad de un solo euro, comprometiéndose a hacer frente a una deuda de más de un millón de euros que arrastraba el club. Poco después el empresario depositaría 208 000 euros para mantener la categoría de Segunda División RFEF en la temporada 2022-23 y evitar el descenso administrativo a Tercera División RFEF.

## Uniforme
- Uniforme titular: Camiseta blanca y negra, pantalón negro, medias blancas.
- Uniforme alternativo: Camiseta negra y azul, pantalón negro, medias negras.

## Estadio
El campo donde juega el CD Tudelano desde 1969 hasta la actualidad es el estadio municipal Ciudad de Tudela, (antiguo estadio municipal José Antonio Elola), que sustituyó al campo municipal de Griseras en donde se jugó hasta 1969.

## Organigrama deportivo

### Jugadores
Actuales

## Palmarés

### Torneos nacionales
- Tercera División (5): 1954-55 (Gr. IV), 1983-84 (Gr. IV), 1990-91 (Gr. XV), 2009-10 (Gr. XV), 2010-11 (Gr. XV).
- Copa de la Liga de Tercera División (1): 1984.
- Subcampeón de la Copa RFEF (1): 2019-20

### Trofeos amistosos
- Trofeo Joaquín Segura (24): 1973, 1975, 1976, 1977, 1978, 1980, 1997, 1999, 2000, 2004, 2005, 2006, 2007, 2008, 2011, 2013, 2014, 2015, 2016, 2018, 2019, 2020, 2021, 2022.

## Datos del club
- Temporadas en Primera División: 0
- Temporadas en Segunda División: 0
- Temporadas en Primera Federación: 1
- Temporadas en Segunda División B / Segunda Federación: 15 / 3 = 18
- Temporadas en Tercera División / Tercera Federación: 55 / 0 = 55
- Temporadas en Divisiones Regionales: 13
- Mejor puesto en la liga: 3.º en Segunda División B - Temporada 2015-16.

## Historial en la Liga
- 1935-1936: Categoría regional.
- 1936-1939: No hubo Liga debido a la Guerra civil española.
- 1939-1943: Divisiones Regionales.
- 1943-1951: Tercera División.
- 1951-1953: Divisiones Regionales.
- 1953-1960: Tercera División
- 1960-1966: Divisiones Regionales.
- 1966-1977: Tercera División.
- 1977-1978: Segunda División B.
- 1978-1991: Tercera División.
- 1991-1996: Segunda División B.
- 1996-2012: Tercera División.
- 2012-2021: Segunda División B.
- 2021-2022: Primera Federación.
- 2022-2024: Segunda Federación.